# Monica Englund
Monica Englund, född 29 april, 1935 i Sundsvall, är en svensk fotograf.

## Biografi
Monica Englund utbildade sig vid Berghs School of Communication i Stockholm. Hon har arbetat som fotograf vid Göteborgs stadsteater under 1970- och 1980-talen.
Englund är känd för sina bilder av bland annat förlossningar. Dessa bilder visades på hennes första separatutställningar vid Galleri 54 i Göteborg som ägde rum 1979. De har också publicerats i två fotoböcker: En födelse (1982) och Bilderbok om kejsarsnitt (1983). 
Monica Englund tar även porträttbilder, oftast av sina närmaste, som undersöker känslor och stämningar.
Hennes bilder av växter har ställts ut i Mexiko, Nicaragua, Norge, Polen och USA. 
Englund finns representerad på Göteborgs konstmuseum, Hasselblad center, Malmö konstmuseum, Moderna museeti Stockholm samt Statens konstråd.

## Priser och stipendier
Informationen hämtad från Svenska Fotografers Förbund.
- Göteborgs Stads Kulturstipendium
- Anna Riwkinpriset
- Pennskaftspriset, 1990[5], motivering : "för hennes förmåga att med konstnärlig kraft och sinnlighet dokumentera kvinnors liv och föreställningsvärld".[5]